# Promiscuous
Promiscuous (engelska för lättfotad eller rörig) är en låt av Nelly Furtado och Timbaland, som finns på Furtados tredje album Loose. Låtenär producerad av Timbaland och Danja.